# Scientific Linux
Scientific Linux es una distribución de Linux clon a nivel binario de la distribución Red Hat Enterprise Linux, compilada a partir del código fuente de RHEL, bajo los términos del EULA de RHEL y de la licencia GPL. Es mantenida por los laboratorios del CERN, Fermilab, DESY y ETH Zürich.

## Historia
El laboratorio Fermilab tenía su propia distribución, llamada Fermi Linux LTS 3.0.1 y basada en RHEL. En el CERN se estaba pasando de RHEL a su propia distribución (Cern Linux), siempre basada en RHEL. Ambos laboratorios entraron en contacto y decidieron unir esfuerzos y desarrollar una única distribución, con personalizaciones y repositorios para cada laboratorio pero compartiendo la misma base.
En un principio el proyecto fue bautizado como High Energy Physics Linux, pasándose a denominar Scientific Linux puesto que fue ampliamente adoptada por la comunidad científica en general.
Esta distribución es usada en el Gran colisionador de hadrones, para las máquinas de la red de ordenadores del GCH.

## Versiones
| Año-fecha             | Número (Oficial)       | Nombre    |
| --------------------- | ---------------------- | --------- |
| 1995 31 de agosto     | Fermi Linux 5.0.2      | n/a       |
| 1999 16 de agosto     | Fermi Linux 5.2.1      | Charm     |
| 2000 7 de abril       | Fermi Linux 6.1.1      | Strange   |
| 2001 29 de agosto     | Fermi Linux 7.1.1      | Top       |
| 2002 13 de septiembre | Fermi Linux 7.3.1      | Bottom    |
| 2004 30 de abril      | Fermi Linux 9.0.1      | Up        |
| 2003 11 de noviembre  | Fermi Linux LTS 3.0.1  | Feynman   |
| 2004 10 de mayo       | Scientific Linux 3.0.1 | Feynman   |
| 2004 21 de junio      | Scientific Linux 3.0.2 | Feynman   |
| 2004 1 de octubre     | Scientific Linux 3.0.3 | Feynman   |
| 2005 11 de febrero    | Scientific Linux 3.0.4 | Feynman   |
| 2005 20 de abril      | Scientific Linux 4.0   | Beryllium |
| 2005 25 de julio      | Scientific Linux 3.0.5 | Feynman   |
| 2005 6 de agosto      | Scientific Linux 4.1   | Beryllium |
| 2005 22 de noviembre  | Scientific Linux 4.2   | Beryllium |
| 2006 8 de mayo        | Scientific Linux 4.3   | Beryllium |
| 2006 26 de mayo       | Scientific Linux 3.0.7 | Feynman   |
| 2006 9 de octubre     | Scientific Linux 4.4   | Beryllium |
| 2006 31 de octubre    | Scientific Linux 3.0.8 | Feynman   |
| 2007 4 de mayo        | Scientific Linux 5.0   | Boron     |
| 2007 25 de junio      | Scientific Linux 4.5   | Beryllium |
| 2007 12 de octubre    | Scientific Linux 3.0.9 | Legacy    |
| 2008 16 de enero      | Scientific Linux 5.1   | Boron     |
| 2008 12 de marzo      | Scientific Linux 4.6   | Beryllium |
| 2008 26 de junio      | Scientific Linux 5.2   | Boron     |
| 2008 3 de septiembre  | Scientific Linux 4.7   | Beryllium |
| 2009 19 de marzo      | Scientific Linux 5.3   | Boron     |
| 2009 28 de julio      | Scientific Linux 4.8   | Beryllium |
| 2009 5 de noviembre   | Scientific Linux 5.4   | Boron     |
| 2010 19 de mayo       | Scientific Linux 5.5   | Boron     |
| 2011 3 de marzo       | Scientific Linux 6.0   | Carbon    |
| 2011 28 de julio      | Scientific Linux 6.1   | Carbon    |
| 2012 16 de febrero    | Scientific Linux 6.2   | Carbon    |
| 2012 8 de agosto      | Scientific Linux 6.3   | Carbon    |
| 2013 28 de marzo      | Scientific Linux 6.4   | Carbon    |
| 2014 31 de enero      | Scientific Linux 6.5   | Carbon    |
| 2014 12 de noviembre  | Scientific Linux 6.6   | Carbon    |
| 2015 26 de agosto     | Scientific Linux 6.7   | Carbon    |
| 2016 15 de julio      | Scientific Linux 6.8   | Carbon    |
| 2014 13 de octubre    | Scientific Linux 7.0   |           |
| 2015 13 de abril      | Scientific Linux 7.1   |           |
| 2016 5 de febrero     | Scientific Linux 7.2   |           |
| 2017 25 de enero      | Scientific Linux 7.3   |           |
| 2018 12 de mayo       | Scientific Linux 7.5   |           |